# Puybegon
Puybegon é uma comuna francesa na região administrativa de Occitânia, no departamento de Tarn. Estende-se por uma área de 19,01 km². Em 2010 a comuna tinha 651 habitantes (densidade: 34,2 hab./km²).